# رام‌نشدنی
رام‌نشدنی (به انگلیسی: Can't Be Tamed) سومین آلبوم استودیویی خواننده آمریکایی، مایلی سایرس است که در تاریخ ۱۸ ژوئن ۲۰۱۰ توسط هالیوود رکوردز منتشر شد. بر اساس گفتهٔ سایرس نوشتن آهنگ‌ها و ضبط آنها، از ماه دسامبر سال ۲۰۰۹، همزمان با تور دنیای عجیب او آغاز شد.

رام‌نشدنی توانست رتبه سوم در بیلبورد۲۰۰ و رتبه چهارم در آلمان را بدست آورد. همپنین تک‌آهنگ رام‌نشدنی توانست در ۱۰۰ آهنگ داغ بیلبورد شماره هشت شود؛ و تک‌آهنگ بعدی با نام چه کسی صاحب قلب من شد در ۲۶ اکتبر ۲۰۱۰ منتشر شد. این ترانه از طریق کنسرت و تلویزیون مشهور شد.

## مقدمه

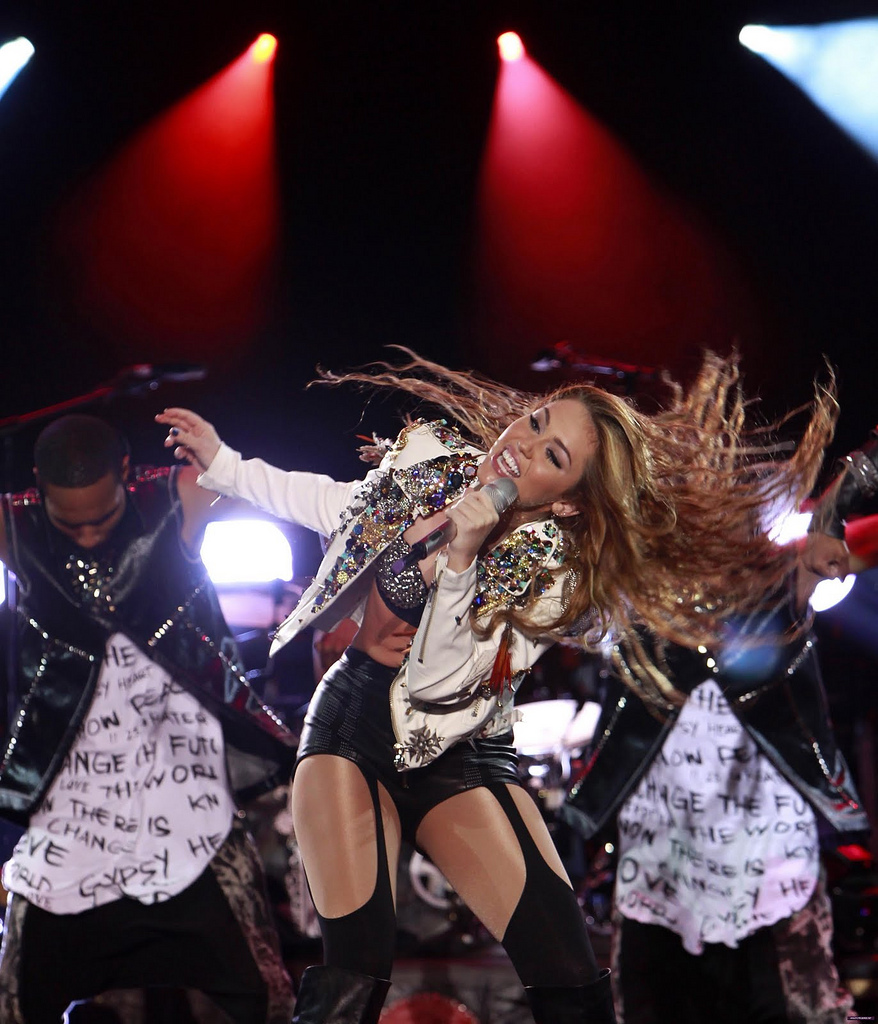
سایرس در حال اجرا در تور قلب کولی

سایرس اعلام کرد که بعد از آلبوم رام‌نشدنی وقفه‌ای در فعالیت‌های موسیقی وی به وجود خواهد آمد تا با سبک‌های جدید آشنا شود و سبکی که درخور صدا و علاقه‌اش است را پیدا کند. سایرس همچنین گفت که موسیقی برای او الهام‌بخش است و رام‌نشدنی آخرین آلبوم پاپ او می‌باشد. او مدتی بعد نشان داد که این آلبوم تقریباً با الهام از سبک لیدی گاگا ساخته شده‌است.